# Pakubeureum
Pakubeureum is een bestuurslaag in het regentschap Majalengka van de provincie West-Java, Indonesië. Pakubeureum telt 3724 inwoners (volkstelling 2010).